# فريدريك لانج (رسام)
فريدريك لانج (بالدنماركية: Frederik Lange)‏ هو رسام دنماركي، ولد في 31 يوليو 1871 في فريدريكسبرغ في الدنمارك، وتوفي في 30 يونيو 1941 في سكاجن في الدنمارك.